# Gewone trapgevel
De gewone trapgevel (Propebela turricula) is een slakkensoort uit de familie van de Mangeliidae. De wetenschappelijke naam van de soort werd in 1803 voor het eerst geldig gepubliceerd door George Montagu.

## Beschrijving
De gewone trapgevel is een in zee levende huisjesslak. De lengte van crème-wit tot lichtgele schelp tussen 12 mm en 18 mm. De smalle schelp heeft een turricula met scherpe schouders en de ribben steken er sterk boven uit en lopen dan over naar de hechtingen. Het aantal ribben is ongeveer zestien, bijna recht, prominent, gekruist door zeer nauwe, vrij fijne horizontale groeven. De mondopening is vrij smal en het sifonaal kanaal is smal en gevormd.

## Verspreiding
De gewone trapgevel kan gevonden worden op zachte bodems van de Atlantische Oceaan, het Kanaal, de Noordzee en de Oostzee. Hij leeft op diepten van 20 tot 270 meter op zand- en slibbodems, alsmede op zandbanken samen met borstelwormen uit het Sabellaria-geslacht.